# Rossano Veneto
Rossano Veneto es un municipio italiano de 7.600 habitantes de la provincia de Vicenza (región de Véneto). 

## Demografía
| Gráfica de evolución demográfica de Rossano Veneto entre 1861 y 2001 |
|                                                                      |
| fuente ISTAT - elaboración gráfica a cargo de Wikipedia              |